# Frieden von Koblenz

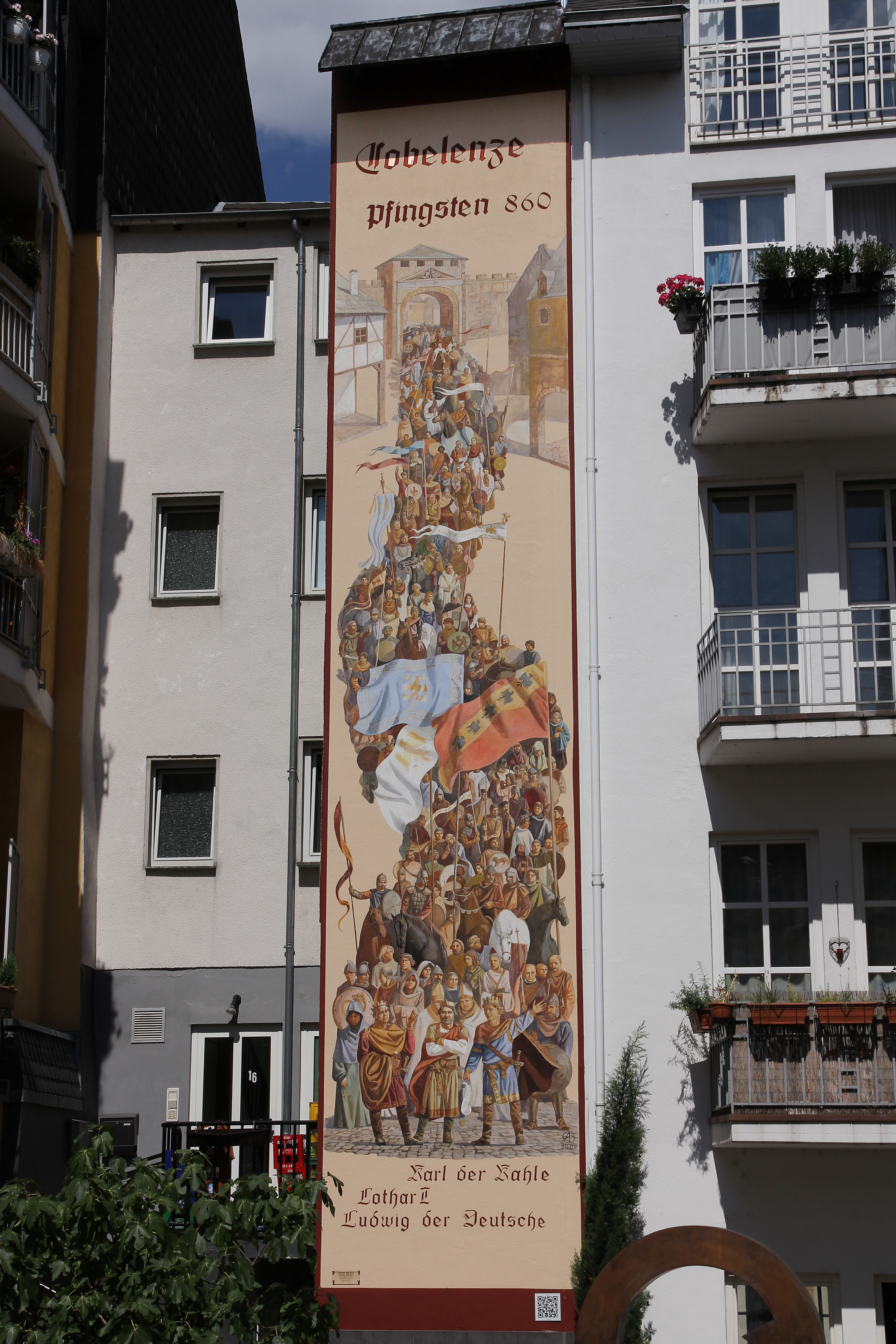
Wandbild im Brunnenhof in der Altstadt von Koblenz mit der Darstellung des Königstreffens an Pfingsten 860

Der Frieden von Koblenz war das Ergebnis eines Königstreffens von Karl dem Kahlen, Lothar II. und Ludwig dem Deutschen an Pfingsten 860 in Koblenz. Grund für das Treffen war die Notwendigkeit zur Beilegung von Konflikten zwischen den drei miteinander verwandten Herrschern.

## Geschichte

Die fünf Nachfolgereiche nach der Prümer Teilung 855

Nach dem Tode Ludwigs des Frommen wurde sein Reich 843 im Vertrag von Verdun in drei Teilreiche für seine Söhne aufgeteilt: Das Westfrankenreich ging an Karl den Kahlen, das Mittelreich und die Kaiserwürde an Lothar I. und das Ostfrankenreich an Ludwig den Deutschen.
Kurz vor seinem Tod teilte Lothar I. 855 sein Mittelreich in der Reichsteilung von Prüm auf seine drei Söhne auf:
- Ludwig II. († 875) erhielt die Kaiserwürde und Italien
- Karl von der Provence († 863) erhielt die Provence und den zum Mittelreich gehörenden, größeren Teil Burgunds (der kleinere Teil, die heutzutage „Burgund“ („Bourgogne“) genannte Region im Zentrum des heutigen Frankreichs, war bereits seit 843 Teil des Westfrankenreiches)
- Lothar II. († 869) erhielt den nach ihm benannten Nordteil des Reiches (Lotharingien).

Um 860 existierten in dem ehemaligen Herrschaftsbereich Ludwigs des Frommen fünf Nachfolgereiche, die teilweise auch untereinander in Konflikte gerieten.
854 und erneut 858 war der ostfränkische Herrscher Ludwig auf Ersuchen westfränkischer Adliger im westfränkischen Reich eingefallen und bedrohte dort Karls Herrschaft. 859 musste Ludwig sich angesichts des von Erzbischof Hinkmar von Reims – ein enger Berater Karls des Kahlen – organisierten Widerstands jedoch aus Westfranken zurückziehen.
Streitigkeiten zwischen Karl, Ludwig und Lothar II. führten zu einer Versammlung geistlicher und weltlicher Fürsten, die vom 5. bis 7. Juni 860 in der Sakristei der Kastorkirche vor den Stadtmauern von Koblenz stattfand. In dieser Versammlung einigten sich die drei Herrscher auf einen Friedensvertrag.
Bereits 869 brachen die Konflikte zwischen den Nachfolgern Ludwigs des Frommen wieder auf, nachdem Lothar II. gestorben war und Karl versuchte, dessen ehemaliges Herrschaftsgebiet Lotharingien seinem westfränkischen Reich anzugliedern. Im Vertrag von Meerssen wurde 870 Lotharingien zwischen dem West- und dem Ostreich aufgeteilt.